# Thawatchai Aocharod
Thawatchai Aocharod (thailändisch ธวัชชัย โอชารถ, * 23. Januar 2003 in Nong Bua), auch als Oil bekannt, ist ein thailändischer Fußballspieler.

## Karriere
Thawatchai Aocharod erlernte das Fußballspielen in den Jugendmannschaften von Nongbua Pitchaya FC in Thailand und Leicester City in England. Seinen ersten Vertrag unterschrieb er am 1. Januar 2021 beim Nongbua Pitchaya FC in Nong Bua Lamphu. Sein Erstligadebüt gab Apisit Saenseekhammuan am 12. September 2021 (2. Spieltag) im Heimspiel gegen den Samut Prakan City FC. Hier wurde er in der 81. Minute für den Iraner Mahan Rahmani eingewechselt. Samut Prakan gewann das Spiel durch ein Tor vom Slowenen Aris Zarifović mit 1:0. Am Ende der Saison 2022/23 musste er mit Nongbua als Tabellenvorletzter den Weg in die Zweitklassigkeit antreten. Am Ende der Saison 2023/24 wurde er mit dem Klub Vizemeister und stieg direkt wieder in die erste Liga auf. Nach insgesamt 30 Ligaspielen wechselte er im Juli 2024 zum Drittligisten Udon United FC. Mit dem Verein aus Udon Thani spielt er in der North/Eastern Region der Liga.

## Erfolge
Nongbua Pitchaya FC
- Thailändischer Zweitligameister: 2023/24  ▲